# Curva do diabo

A curva do diabo com os parâmetros a = 0.8 e b = 1.

A curva do diabo com varia de 0 a 1 e b = 1 (e a cor da curva passa do azul para o vermelho).

Na geometria, curva do diabo é uma curva definida no plano cartesiano na equação da forma
{\displaystyle y^{2}(y^{2}-a^{2})=x^{2}(x^{2}-b^{2}).}
As curvas do diabo foram estudadas profundamente pelo matemático suíço Gabriel Cramer. O nome deriva da forma que a sua lemniscata central é assumida quando é representada graficamente. A forma foi nomeada em homenagem ao brinquedo chinês diabolo, composto por duas baquetas, uma corda e um suporte giratório que aparenta a lemniscata. A confusão resultou do facto da palavra italiana diavolo significar "diabo".